# Казали Екс-Форте (Удине)
Казали Екс-Форте је насеље у Италији у округу Удине, региону Фурланија-Јулијска крајина.
Према процени из 2011. у насељу је живело 32 становника. Насеље се налази на надморској висини од 16 м.